# 塔爾諾格魯德
塔爾諾格魯德（Tarnogród）是波蘭的城鎮，位於該國東南部，由盧布林省負責管轄，面積10.69平方公里，海拔高度208米，2006年人口3,372。在第一次瓜分波蘭中，該鎮在1772年被納入奧地利的管治範圍。

## 外部連結
- Official town webpage （页面存档备份，存于）